# Selwyn Biggs
Pour les articles homonymes, voir Biggs.

a Compétitions nationales et continentales officielles uniquement.

b Matchs officiels uniquement.
Selwyn Hanam Biggs, né en juillet 1872 à Cardiff et mort le 12 janvier 1943 à Weston-super-Mare, est un joueur gallois de rugby à XV évoluant au poste de demi d'ouverture pour le pays de Galles.

## Biographie
Né à Cardiff, il dispute son premier test match le 5 janvier 1895 contre l'équipe d'Angleterre au poste de demi d'ouverture, et son dernier test match a lieu contre l'équipe d'Irlande le 17 mars 1900. Il joue un total de neuf matchs mais ne marque aucun points. Il fait partie de l'équipe victorieuse de la triple couronne 1900.

## Palmarès
- Triple couronne en 1900

## Statistiques en équipe nationale
- 9 sélections pour le pays de Galles
- Sélections par année : 2 en 1895, 1 en 1896, 1 en 1897, 2 en 1898, 2 en 1899, 1 en 1900